# Orchestina cali
Espèce
Orchestina cali est une espèce d'araignées aranéomorphes de la famille des Oonopidae.

## Distribution
Cette espèce est endémique de Colombie. Elle se rencontre dans les départements de Valle del Cauca, de Quindío et de Meta.

## Description
Le mâle holotype mesure 1,24 mm et la femelle paratype 1,28 mm.

## Étymologie
Son nom d'espèce lui a été donné en référence au lieu de sa découverte, Cali.

## Publication originale
- Izquierdo & Ramírez, 2017 : Taxonomic revision of the jumping goblin spiders of the genus Orchestina Simon, 1882, in the Americas (Araneae: Oonopidae). Bulletin of the American Museum of Natural History, no 410, p. 1-362 (texte intégral).